# Dorine Wiersma
Dorine Wiersma (Harderwijk, 1967) is een Nederlands gitariste, tekstschrijfster en cabaretière. In de finale van het Leids Cabaretfestival 2003 haalde ze de tweede plaats.
In april 2009 kreeg Wiersma de Annie M.G. Schmidt-prijs voor het beste theaterlied van 2008. Het nummer Stoute Heleen is een hekeldicht over Heleen van Royen.
In 2019 speelt ze samen met Mylou Frencken in de theaters met Waagstukken. Ze leerden elkaar kennen via Zin.